# Darwins nandoe
Darwins nandoe (Rhea pennata) is een vogel die tot de orde van de nandoes (Rheiformes) behoort. Deze orde behoort tot de loopvogels.

## Kenmerken
Darwins nandoe lijkt op de gewone nandoe (Rhea americana). De Darwins nandoe heeft echter langere poten en een kortere snavel. Alleen de mannetjes maken geluid, de vrouwtjes niet.

## Leefwijze

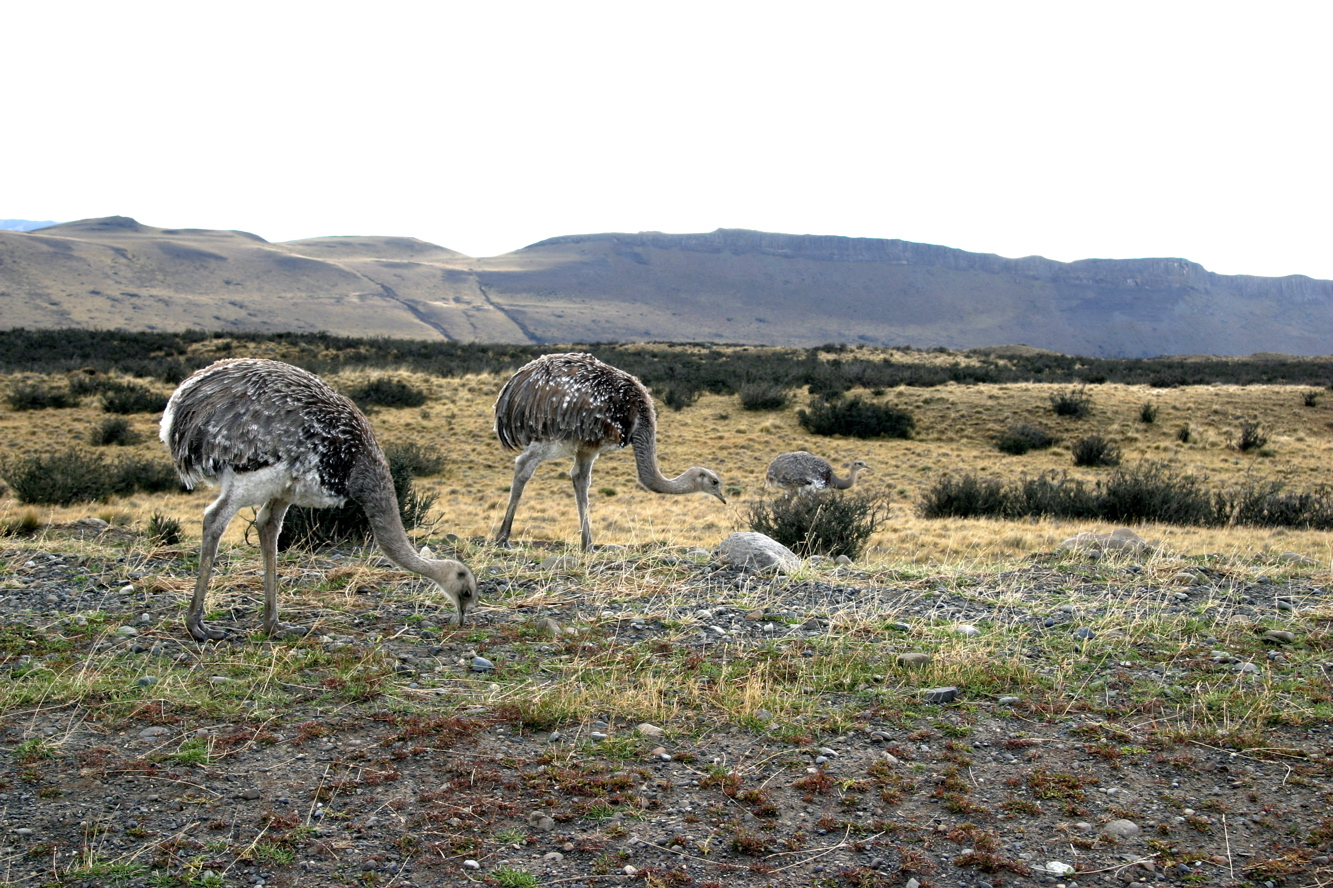
Darwins nandoes in de steppen van Patagonië

Hij kan hard rennen en ook vrij goed zwemmen; hij is in staat om een meer over te steken. Darwins nandoe voedt zich voornamelijk met bladeren, gras en vruchten.

## Voortplanting
Het mannetje paart met meerdere vrouwtjes, die hun eieren allemaal in hetzelfde nest leggen. Deze worden dan door het mannetje uitgebroed in een vijftal weken. De eieren van Darwins nandoe zijn een felle kleur groen.

## Verspreiding
Darwins nandoe leeft in de Andes in Zuid-Amerika tot op 1500 m boven zeeniveau. Het leefgebied bestaat uit steppegebieden, scrubland en gebieden die tijdelijk overstromen zoals moerassen, graslanden in uiterwaarden. De vogels leven vooral in groepen van rond de 30 vogels.

## Ondersoorten
Er zijn drie ondersoorten:
- R. p. garleppi - van de graslanden in het zuidwesten van Peru, zuidwest Bolivia en noordwestelijk Argentinië
- R. p. tarapacensis - van de graslanden van noordelijk Chili
- R. p. pennata - van de steppen van Patagonië in Argentinië en Chili

## Status
Darwins nandoe heeft een groot verspreidingsgebied en daardoor is de kans op de status kwetsbaar (voor uitsterven) gering. De grootte van de wereldpopulatie is niet gekwantificeerd. De soort gaat in aantal achteruit door bejaging. Echter, het tempo ligt onder de 30% in tien jaar (minder dan 3,5% per jaar). Om deze redenen staat deze soort nandoe als niet bedreigd op de Rode Lijst van de IUCN.